# Зограф, Николай Юрьевич
Никола́й Ю́рьевич Зо́граф (9 [21] сентября 1851, Любим, Ярославская губерния — 1919, Москва) — русский зоолог, заслуженный профессор Московского университета, кавалер французского ордена Почётного легиона.

## Происхождение
Родился 9 (21) мая 1851 года в семье Георгия (Юрия) Христофоровича Зографа (1818—21.10.1871). Отец — по происхождению грек, родился на юге России. Служил в русской армии и вышел в отставку поручиком в 1843 году. Позднее был судьёй в Любиме Ярославской губернии. Выслужил российское дворянство. Был дважды женат. От первой жены, Надежды Васильевны Скульской, имел дочь Веру (07.04.1843—?) и сына Василия (03.12.1844—02.12.1896), который после окончания физико-математического факультета Московского университета в 1871 году, до своей смерти преподавал математику в Московском Николаевском сиротском институте и Московском Николаевском женском училище.
Вторая жена, Евдокия (Авдотья) Ивановна (17.02.1830 — 05.08.1902), была дочерью Ивана Семёновича Филисова, но воспитана была в семье участника Отечественной войны 1812 года А. П. Филисова. У них родились:
- Александра Юрьевна Зограф-Дулова (1850—1919) — пианистка, ученица Н. Г. Рубинштейна, бабушка арфистки Веры Дуловой.
- Николай
- Константин (1854—1927) — химик, профессор, первый директор МХТИ.
- Мария (1856—?)
- Андрей (1863—1810) — чиновник Московского почтамта.
- Валентина Юрьевна Зограф-Плаксина (1866—1930) — пианистка, педагог, основательница (1891) и первый директор Общедоступного музыкального училища (ныне Академический музыкальный колледж при Московской консерватории), с 1921 по 1924 — профессор Московской консерватории.
- Елизавета (1868—1903)[5] — преподавательница математики в частной гимназии Ю. П. Бесс. Умерла в Москве; похоронена на Ваганьковском кладбище.

## Биография
До 8 лет жил в родовом селе Филисовых Дорское, затем, до 10 лет — в Ярославле.
С 1862 по 1868 годы учился в 4-й московской мужской гимназии. Окончил её с серебряной медалью и поступил на физико-математический факультет Московского университета (отделение естественных наук). Окончил университетский курс в 1872 году со степенью кандидата и по направлению Общества любителей естествознания, антропологии и этнографии (ОЛЕАЭ) стал работать препаратором в Зоологическом музее университета. В 1873—1874 годах сопровождал своего учителя А. П. Богданова в заграничной поездке в качестве помощника.
С 1874 по 1884 год преподавал географию и естественную историю в Московском коммерческом училище (одновременно состоял с февраля 1876 года сверхштатным ассистентом при Зоологическом музее, а с декабря 1877 по 1888 годы был хранителем Зоомузея); в 1878—1890 годах преподавал в Практической академии коммерческих наук, а также в Екатерининском и Александровском институтах; в 1881—1886 годах читал курсы зоологии и методики естествознания в Московском обществе для покровительства гувернанткам и учительницам. Также он преподавал в лицее цесаревича Николая.
В 1883 году Н. Ю. Зограф защитил магистерскую диссертацию «Материалы к познанию эмбрионального развития Geophilus ferrugineus и G. proximus». С октября 1884 года получил должность приват-доцента в Московском университете; с 1885 года вёл курс гистологии. В 1887 году в Новороссийском университете защитил диссертацию на степень доктора зоологии «Материалы к изучению строения стерляди» и в конце 1888 года был назначен сверхштатным экстраординарным профессором зоологии в Московском университете; с мая 1897 года — штатный, с мая 1898 года — ординарный, с декабря 1909 года — заслуженный профессор.
Среди учеников Н. Ю. Зографа были: Н. В. Богоявленский позднее руководивший кафедрой гистологии Московского университета; А. Д. Некрасов — цитолог и эмбриолог, историк биологии; С. А. Зернов — академик, основоположник отечественной гидробиологии; Л. С. Берг — академик, основоположник учения о ландшафтах, Э. Г. Беккер — энтомолог, профессор Московского университета.
От своего учителя А. П. Богданова Зограф унаследовал интерес к антропологии и этнографии. В 1877 году совершил поездку в Канинскую тундру и на Канин полуостров для изучения самоедов, а затем ряд поездок для раскопок курганов в Сибири и антропометрических наблюдений средней полосы России, результаты экспедиций были опубликованы в «Известиях ОЛЕАЭ» и были использованы в экспозиции Антропологической выставки 1879 года.
С 1878 по 1890 год был председателем отдела ихтиологии Императорского русского общества акклиматизации животных и растений, который играл одну из ведущих ролей в развитии рыбоводства и в изучении рыб страны, позже стал председателем отдела беспозвоночных того же общества и председателем комиссии для исследования среднерусских вод в ихтиологическом отношении. В течение продолжительного времени был помощником Д. Н. Анучина в руководстве Отделом антропологии ОЛЕАЭ.
При организации Московского Политехнического музея Н. Ю. Зограф активно участвовал в создании Отдела Рыболовства и рыбоводства, возникшего на основе одного из разделов Промышленной Выставки 1872 года. Был директором отдела Прикладной зоологии музея (1908—1919). Регулярно читал в музее лекции, как научные, так и популярные. Много сил уделял гидробиологии, вопросам сохранения водных ресурсов России и рыболовства.
В 1891 году организовал гидробиологическую станцию на озере Глубокое на западе Подмосковья, которой в 1916 году биостанции было присвоено имя Н. Ю. Зографа. Он также участвовал в становлении Рузского районного краеведческого музея.
Являлся членом Московского общества любителей аквариума и комнатных растений — первого серьёзного объединения аквариумистов, организованного в 1899, принимал активное участие в развитии российской аквариумистики и проведении первых в стране аквариумных выставок. Зограф состоял членом многих научных обществ.
В 1911 году инициировал организацию в Московском университете лаборатории гистологии.
В 1912 году на естественном отделении физико-математического факультета Московского университета начал читать курс «Экспериментальная зоология», положив начало преподаванию генетики.
Помимо научной деятельности занимался и общественной: в 1890 году был избран от Рузского уезда депутатом в Московское дворянское собрание; с 1891 года состоял гласным Рузского уездного земства, а с 1894 года — Московского губернского земства.
Умер в 1919 году (встречаются указания на 1920 год). Был похоронен на кладбище Скорбященского монастыря в Москве. Кладбище снесено в 1930, могила не сохранилась.

## Семья
Жена: Зинаида Евграфовна Сайгина (? — 2 февраля 1917). Их дети:
- Елена Николаевна Зограф-Кивокурцева (27.09.1879—?)— врач, художница по фарфору,
- Юрий Николаевич Зограф (07.11.1880—12.9.1919, Москва) — зоолог. Работал в Московском университете, Императорском Русском обществе акклиматизации животных и растений, Зоологическом саду, преподавал в гимназии Н. Е. Шписс. С 1904 года работал хранителем отдела прикладной зоологии в Политехническом Музее в Москве. Похоронен на Ваганьковском кладбище
- Зинаида Николаевна Зограф-Беккер (21.05.1882—?)
- Вера Николаевна Зограф-Талпа (04.06.1883—?)
- Татьяна Николаевна Зограф (23.12.1887—?)
- Александр Николаевич Зограф (1889—1942) — историк античности, нумизмат, доктор исторических наук, много лет работал в Государственном Эрмитаже, заведовал в нём (с 1935) отделом нумизматики.